# 白川陸斗
白川 陸斗（しらかわ りくと、1991年7月18日 - ）は、日本の男性プロ総合格闘家。スポーツインストラクター。大阪府河内長野市出身。JAPAN TOP TEAM所属。別名、白川ダーク陸斗

## 来歴
2013年9月8日にTHE OUTSIDERに初出場。2014年4月6日に開催されたTHE OUTSIDER 第30戦にて、のちに親交を深めることになる朝倉未来と対戦して0-3の判定で敗北。この試合は同大会のベストバウト賞に選定された。

### プロデビュー
2015年10月11日、DEEPでプロデビュー。ソン・ジンスと対戦し、判定負け。以降、DEEPを中心にPANCRASE、GLADIATORにも出場し、2019年9月までに7勝6敗1分の戦績を残した。
2020年8月9日、RIZIN初出場となったRIZIN.22 - STARTING OVER -で萩原京平と対戦し、3R4分40秒スタンドパンチ連打によりTKO負け。
2020年11月21日、RIZIN.25で元ONEライト級王者の朴光哲と対戦し、3Rに右フックでダウンを奪いサッカーボールキックでTKO勝利。
2021年6月27日、RIZIN.29にて青井人と対戦し、3-0の判定勝利。
2021年10月24日、RIZIN.31にてGRACHAN2階級王者の山本琢也と対戦し、序盤苦戦するも盛り返し、1R3分48秒サッカーボールキックによるTKO勝利。
2022年7月31日にRIZIN.37でヴガール・ケラモフと対戦予定であったが、練習中に左腕の上腕二頭筋腱を断裂したことで欠場。この怪我により手術となったため長期離脱。
2023年9月24日、RIZIN.44にて元GLADIATORフェザー級王者の中原由貴と対戦。組みで不利な展開となり0-3の判定負け。
2023年11月19日に初開催されたYA-MANがプロデュースするキックボクシングイベント「FIGHT CLUB」に「朝倉未来軍」の選手として出場。木村”ケルベロス”颯太と対戦し、規定により3R終了後ドローとなった。
2024年2月24日、RIZIN LANDMARK 8に負傷欠場のキム・ギョンピョの代役として出場し、元PXCフェザー級王者の矢地祐介とライト級（-71kg）で対戦。1Rは互角の展開となるも、2R終了間際にリアネイキッドチョークを極められて一本負け。
2024年6月に自身のYouTubeチャンネルがハッキングされる。同月中にアカウントは復活した。
2024年7月14日、DEEP 120 IMPACTで元DEEPライト級王者の中村大介と対戦し、2-1の判定勝ち。この試合では「白川ダーク陸斗」のリングネームで出場した。試合後、自身のYouTubeチャンネルでバンタム級への転向およびRIZINのバンタム級王者を目指すことを明言した。
2024年11月17日、RIZIN LANDMARK 10でマゲラム・ガサンザデと対戦し、0-3の判定負け。
2025年3月に開催された「BreakingDown15」でBreakingDownに初出場し、メインイベントとして西谷大成とのJAPAN TOP TEAMの同門対決を行った。1分3ラウンド・キックボクシングルールで行われた試合は3ラウンド目に2度のダウンを奪われ、足を痛めてTKO負けとなった。試合後、左足首の骨折と靱帯断裂が判明し、手術を行った。

## 人物
ハヤシライスが好物。好きな格闘家はマックス・ホロウェイ。

### BreakingDownスペシャルアドバイザー
2022年2月に開催されたBreakingDown第4回大会のオーディションからスペシャルアドバイザーとしてBreakingDownに参加。2023年9月の中原由貴戦に際して、「知らない人からしたら、僕のことをジムの関係者か朝倉兄弟と仲のいいから隣りに座ってる人って感じかもしれない（笑）。でも僕はRIZINトップファイターだという実力を見せたい」と話した。
2024年12月に開催された「BreakingDown14」では、朝倉海のUFCでのタイトルマッチに同行するため前日記者会見および大会当日を欠席したCEOの朝倉未来の代役として、大会の顔役を務めた。
人物・特集動画
- RIZIN公式YouTube、白川陸斗が自身の生い立ちを語る 『RIZIN Fighters Interview ~もしも闘わなかったら~』（2023）[映像 1]
- RIZIN公式YouTube、榊原信行CEOの生放送トーク番組 ゲスト：白川陸斗（2024）[映像 2]

## 戦績

### プロ総合格闘技
| 総合格闘技 戦績 | 総合格闘技 戦績 | 総合格闘技 戦績 | 総合格闘技 戦績 | 総合格闘技 戦績 | 総合格闘技 戦績 | 総合格闘技 戦績 |
| --------------- | --------------- | --------------- | --------------- | --------------- | --------------- | --------------- |
| 23 試合         | (T)KO           | 一本            | 判定            | その他          | 引き分け        | 無効試合        |
| 12 勝           | 5               | 0               | 7               | 0               | 1               | 0               |
| 11 敗           | 4               | 3               | 4               | 0               | 1               | 0               |

| 勝敗 | 対戦相手             | 試合結果                                         | 大会名                                            | 開催年月日     |
| ×    | 奥山貴大             | 1R 1:15 腕ひしぎ十字固め                         | SHOOT BOXING BATTLE SUMMIT GROUND ZERO TOKYO 2024 | 2024年12月26日 |
| ×    | マゲラム・ガサンザデ | 5分3R終了 判定0-3                                | RIZIN LANDMARK 10                                 | 2024年11月17日 |
| ○    | 中村大介             | 5分3R終了 判定2-1                                | DEEP 120 IMPACT                                   | 2024年7月14日  |
| ×    | 矢地祐介             | 2R 5:00 リアネイキッドチョーク                   | RIZIN LANDMARK 8                                  | 2024年2月24日  |
| ×    | 中原由貴             | 5分3R終了 判定0-3                                | RIZIN.44                                          | 2023年9月24日  |
| ○    | 山本琢也             | 1R 3:48 TKO（右フック→サッカーボールキック）     | RIZIN.31                                          | 2021年10月24日 |
| ○    | 青井人               | 5分3R終了 判定3-0                                | RIZIN.29                                          | 2021年6月27日  |
| ○    | 朴光哲               | 3R 4:19 TKO（右ストレート→サッカーボールキック） | RIZIN.25                                          | 2020年11月21日 |
| ○    | オーロラ☆ユーキ      | 1R 2:18 TKO（スタンドパンチ連打）                | DEEP 99 IMPACT                                    | 2020年11月1日  |
| ×    | 萩原京平             | 3R 4:40 TKO（スタンドパンチ連打）                | RIZIN.22 - STARTING OVER -                        | 2020年8月9日   |
| ×    | 大塚隆史             | 1R 0:26 TKO（肩の脱臼）                          | DEEP 91 IMPACT                                    | 2019年9月8日   |
| ○    | 石司晃一             | 5分2R終了 判定2-1                                | DEEP 90 IMPACT                                    | 2019年6月29日  |
| ×    | 釜谷真               | 3R 0:22 フロントチョーク                         | DEEP OSAKA IMPACT                                 | 2019年4月28日  |
| ○    | 北田俊亮             | 5分3R終了 判定3-0                                | DEEP 87 IMPACT                                    | 2018年12月28日 |
| △    | CORO                 | 5分3R終了 判定1-1                                | DEEP 85 IMPACT                                    | 2018年8月26日  |
| ×    | 瀧口脩生             | 1R 3:33 TKO（グラウンドパンチ）                  | DEEP CAGE IMPACT 2018 in OSAKA                    | 2018年4月8日   |
| ○    | 山口翔               | 1R 3:20 TKO（スタンドパンチ連打）                | GLADIATOR 005 in OSAKA                            | 2018年1月21日  |
| ○    | 吉野正岐             | 1R 2:30 TKO（スタンドパンチ連打）                | DEEP ＆ PANCRASE 大阪大会                         | 2017年12月24日 |
| ○    | 小川顕広             | 5分3R終了 判定2-0                                | DEEP CAGE IMPACT2017                              | 2017年7月15日  |
| ×    | 窪田泰斗             | 2R 2:12 TKO（パンチ）                            | DEEP OSAKA IMPACT 2017                            | 2017年3月20日  |
| ×    | 石井逸人             | 5分2R終了 判定0-3                                | DEEP CAGE IMPACT 2016 in OSAKA                    | 2016年10月7日  |
| ○    | 國頭武               | 3分3R終了 判定3-0                                | PANCRASE大阪大会                                  | 2016年7月31日  |
| ○    | 中村公彦             | 5分2R終了 判定2-1                                | DEEP OSAKA IMPACT 2016                            | 2016年3月21日  |
| ×    | ソン・ジンス         | 5分2R終了 判定0-2                                | DEEP CAGE IMPACT 2015 in OSAKA                    | 2015年10月11日 |

### プロキックボクシング
| キックボクシング 戦績 | キックボクシング 戦績 | キックボクシング 戦績 | キックボクシング 戦績 | キックボクシング 戦績 | キックボクシング 戦績 | キックボクシング 戦績 |
| --------------------- | --------------------- | --------------------- | --------------------- | --------------------- | --------------------- | --------------------- |
| 1 試合                | (T)KO                 | 判定                  | その他                | 引き分け              | 無効試合              |                       |
| 0 勝                  | 0                     | 0                     | 0                     | 1                     | 0                     |                       |
| 0 敗                  | 0                     | 0                     | 0                     | 1                     | 0                     |                       |

| 勝敗 | 対戦相手             | 試合結果        | 大会名     | 開催年月日     |
| △    | 木村"ケルベロス"颯太 | 3R終了 時間切れ | FIGHT CLUB | 2023年11月19日 |

### アマチュア総合格闘技
| 勝敗 | 対戦相手 | 試合結果             | 大会名              | 開催年月日    |
| ×    | 古田博之 | 3分2R終了 判定0-3    | THE OUTSIDER 第34戦 | 2015年3月21日 |
| ×    | 樋口武大 | 3分2R終了 判定0-3    | THE OUTSIDER 第31戦 | 2014年6月22日 |
| ○    | 庵野隆馬 | 1R 2:38 TKO (パンチ) | THE OUTSIDER 第31戦 | 2014年6月22日 |
| ×    | 朝倉未来 | 3分2R終了 判定0-3    | THE OUTSIDER 第30戦 | 2014年4月6日  |
| ○    | まーしー | 1R 1:18 KO           | THE OUTSIDER 第27戦 | 2013年9月8日  |

### アマチュアキックボクシング
| 勝敗 | 対戦相手 | 試合結果                  | 大会名         | 開催年月日   |
| ×    | 西谷大成 | 3R 0:46 TKO（パンチ連打） | BreakingDown15 | 2025年3月2日 |